# Die schnelle Gerdi
Die schnelle Gerdi ist eine zwölfteilige deutsche Fernsehserie von Michael Verhoeven im Auftrag des ZDF mit sechs Folgen aus dem Jahr 1989 und weiteren sechs Folgen aus dem Jahr 2002. Die Titelrolle spielt Senta Berger. Produziert wurde die Serie von der Sentana Filmproduktion.

## Originalserie

### Handlung
Die Serie handelt vom Alltag der liebenswerten, impulsiven und charismatischen Münchner Taxifahrerin Gerdi, die sich als geschiedene Mittvierzigerin durchs Leben schlägt. Gerdi ist selbstbewusst und eigensinnig, hält mit ihrer Meinung nicht hinter dem Berg und pflegt in der ersten Staffel ein sehr reges Verhältnis zu ihrer gefühlskalten und bisweilen harten verwitweten Mutter sowie zu ihrer ebenfalls verwitweten, gutmütigen Nachbarin Frau Schmalzl.

### Episoden Staffel 1
- 1. Heldin des Tages

Auf einer Taxifahrt nach Garmisch lernt Gerdi Angerpointner den 20 Jahre jüngeren Herbert Brot kennen, der bei seiner Großmutter und von der Hand in den Mund lebt. Sie ist fasziniert von seinem jungenhaften Charme; doch die folgende Beziehung der beiden gestaltet sich problematisch, nicht zuletzt durch das wenig tolerante Umfeld.
- 2. Muttertag

Gerdi entgeht bei einer Nachtfahrt nur knapp einer Vergewaltigung. Am Muttertag unternimmt sie mit ihrer Familie einen Ausflug nach Neuschwanstein. Die Situation ist angespannt, da sowohl ihr neuer Freund als auch ihr geschiedener Mann Rudi dabei sind. Gerdi schwelgt in Jugenderinnerungen.
- 3. Oktoberfest

Zur Wiesn-Zeit herrscht Hochkonjunktur für Gerdi. Der berühmte, aber depressive Schauspieler Christian Sorbas wird zu ihrem Stammgast, sie freunden sich an. Die Beziehung mit Herbert ist schwieriger denn je. Schließlich muss Gerdi erfahren, dass Sorbas sich das Leben genommen hat, was Gerdi sehr zusetzt. Sie versöhnt sich daraufhin wieder mit Herbert, mit dem es wieder einmal zu einem Zerwürfnis gekommen war. Nach einer missglückten Tischrede des Schwiegervaters auf der Hochzeit ihrer Tochter Jennifer verlässt Gerdi wutentbrannt das Lokal und fährt trunken auf das Oktoberfest.
- 4. Gerdi gründet eine Familie

Wegen eines Führerscheinentzuges muss Gerdi vorübergehend in der Taxizentrale arbeiten. Gleichzeitig ermutigt sie Herbert den Taxischein zu machen. Außerdem hat sie die Befürchtung, schwanger zu sein. Der Test fällt jedoch negativ aus, worüber sie erleichtert und enttäuscht zugleich ist. Die Enttäuschung wird umso größer als sie erfahren muss, dass Herbert durch die Taxiprüfung gefallen ist und keine Anstalten macht sie zu wiederholen.
- 5. Gutes neues Jahr

Im alljährlichen Weihnachtstrubel geraten Gerdi und Herbert empfindlich aneinander und auch die drei sehr unterschiedlichen Familien wollen die Festtage lieber unter sich bleiben. Also verbringt Gerdi das Weihnachtsfest alleine mit ihrer Mutter. Dafür will sie an Silvester in großer Runde feiern. Nach anfänglicher Harmonie der drei Familien endet der Abend vor dem Fernseher, woraufhin Gerdi wütend das Haus verlässt und lieber fröhlich gestimmte Silvestergäste kutschiert. Dabei darf sie auch Caterina Valente zu ihrem Silvesterauftritt fahren.
- 6. Miss Miramare

Ein halbes Jahr später im Sommer 1989: Herbert verlässt Gerdi, ihre Tochter Jennifer bricht das Medizinstudium ab und geht mit ihrem Mann Günther geschäftlich nach Florida.  Eine vermeintliche Geschäftsfahrt nach Wien endet für Gerdi beinahe tödlich, als die Schurken sie in die Donau stürzen und mit ihrem Taxi türmen. Nachdem sich die Geschichte durch die österreichische Polizei geklärt, Gerdi ihr Taxi wieder hat, sie aber in einem Telefonat mit ihrer Mutter erfährt, dass ihr Hund Tinka gestorben ist, fährt sie spontan nach Lido di Jesolo, wo sie vor 30 Jahren glückliche Ferien verbracht und als Miss Miramare einen Schönheitswettbewerb gewonnen hat. Sie hofft, dort ihren Lebensmut wiederzufinden, muss nach ihrer Ankunft jedoch erkennen, dass sich auch hier einiges schwer verändert hat.

### Ausstrahlung Staffel 1
| Nummer | Titel                      | Erstausstrahlung  |
| 01     | Heldin des Tages           | 12. November 1989 |
| 02     | Muttertag                  | 19. November 1989 |
| 03     | Oktoberfest                | 26. November 1989 |
| 04     | Gerdi gründet eine Familie | 3. Dezember 1989  |
| 05     | Gutes neues Jahr           | 10. Dezember 1989 |
| 06     | Miss Miramare              | 17. Dezember 1989 |

## Die schnelle Gerdi und die Hauptstadt
Im Jahr 2002 gab es eine Fortsetzung unter dem Titel Die schnelle Gerdi und die Hauptstadt, in der die Handlung nach Berlin verlegt wurde.

### Episoden Staffel 2
- 1. Berlin, ich komme!

Gerdi Angerpointner ist eine resolute, aber durchweg gutmütige Taxifahrerin in München. Ihr Fahrstil brachte ihr unter Kollegen den Spitznamen „Die schnelle Gerdi“ ein. Prompt übersieht sie ein Warnschild und verursacht an ihrem Wagen einen Totalschaden, was einen Krankenhausaufenthalt und ein Strafverfahren nach sich zieht. Dummerweise hat sie kurz zuvor ihre Vollkaskoversicherung gekündigt und steht nun vor dem finanziellen Ruin.
- 2. Die München-Connection

Inzwischen ist Gerdi nach Berlin gezogen. Bevor sie hier ihre Taxiprüfung ablegen kann, hält sie sich mit Gelegenheitsjobs über Wasser. Aber Gerdi, die es gewohnt ist, ihr eigener Chef zu sein, eckt ständig an.
- 3. Gerdi kommt auf den Hund

Gerdi besteht die Taxiprüfung und kommt zudem günstig an einen Wagen. Allerdings gibt es viel Ärger mit den neuen Kunden: Von einem Neonazi bekommt sie ungewöhnlich viel Trinkgeld, nur weil sie Deutsche ist. Gerdi gibt das Geld mit unmissverständlichen Worten zurück.
- 4. Die Tierschützerin

Der zunächst als günstig erachtete Taxikauf stellt sich als Reinfall heraus: der Motor ist kaputt. Glücklicherweise kommt gerade jetzt eine Erbschaft und Gerdi kann sich einen neuen Wagen kaufen.
- 5. Heiratsanträge

Gerdi verbringt Weihnachten mit ihren türkischen Nachbarn. Mehrere Männer buhlen um Gerdis Gunst, sie jedoch kann sich nicht entscheiden. Pamela erfährt von Gerdi, dass sie nur die Datsche geerbt hat und nicht das gesamte Anwesen. Das hält Gerdi vor ihrer Familie geheim.
- 6. Hoch drob’n auf’m Berg

Gerdi wird überfallen und ihr Taxi wird gestohlen. Als die Polizei es wiederfindet, ist es bereits für den Abtransport nach Polen umlackiert.

### Ausstrahlung Staffel 2
| Nummer | Titel                    | Erstausstrahlung |
| 01     | Berlin, ich komme!       | 21. Januar 2004  |
| 02     | Die München-Connection   | 28. Januar 2004  |
| 03     | Gerdi kommt auf den Hund | 11. Februar 2004 |
| 04     | Die Tierschützerin       | 25. Februar 2004 |
| 05     | Heiratsanträge           | 3. März 2004     |
| 06     | Hoch drob’n auf’m Berg   | 10. März 2004    |